# Embalse de Alcora
El embalse de Alcora se sitúa en el municipio del mismo nombre en la provincia de Castellón, (España).
Se construyó en el cauce del río Lucena en 1958, sobre una superficie de 14 hectáreas y con una capacidad máxima de 2 hm³. La obra fue construida mediante una presa de gravedad con una altura de 30 metros y una longitud en coronación de 108 m.

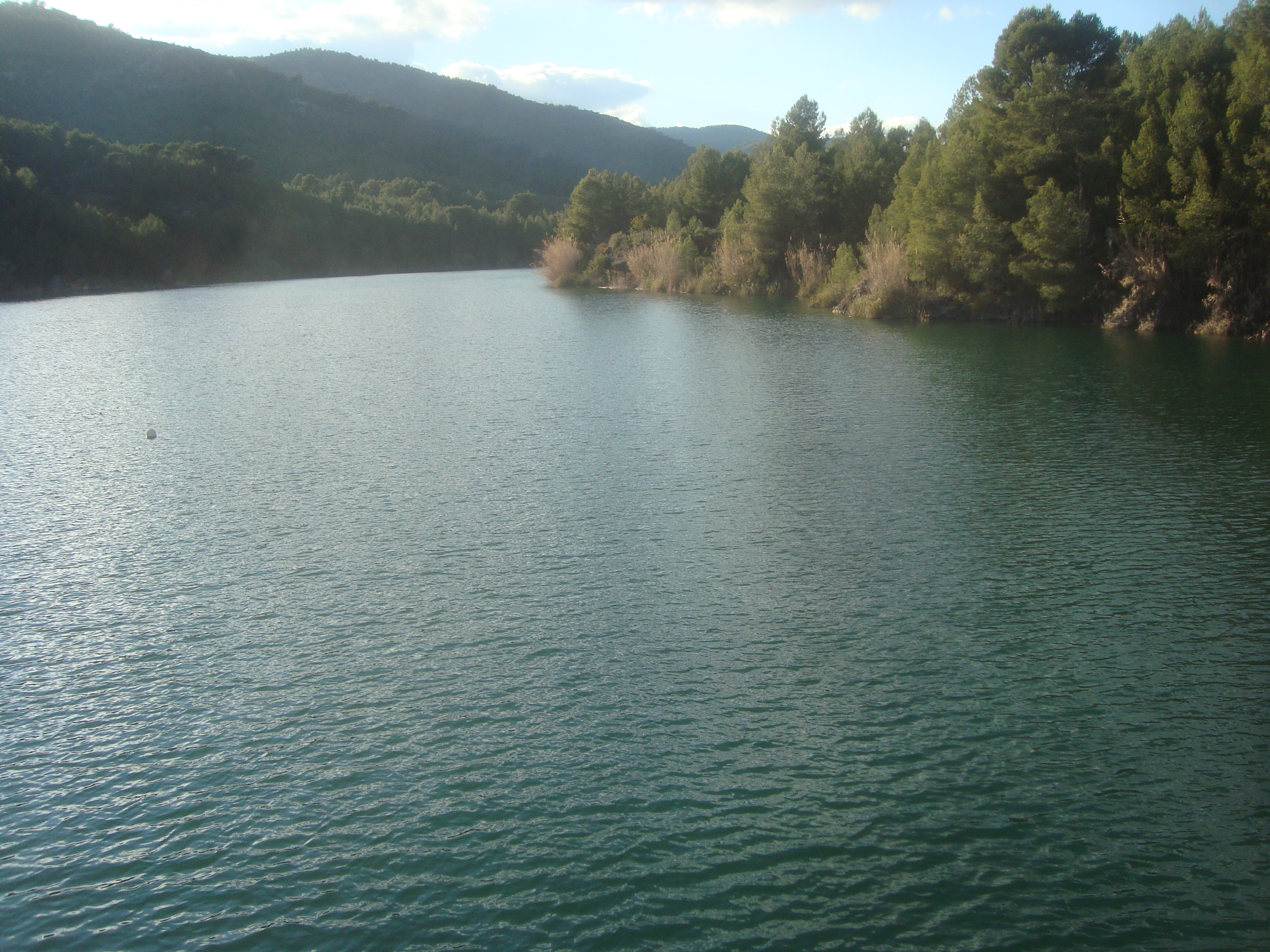
Embalse de Alcora (Castellón).

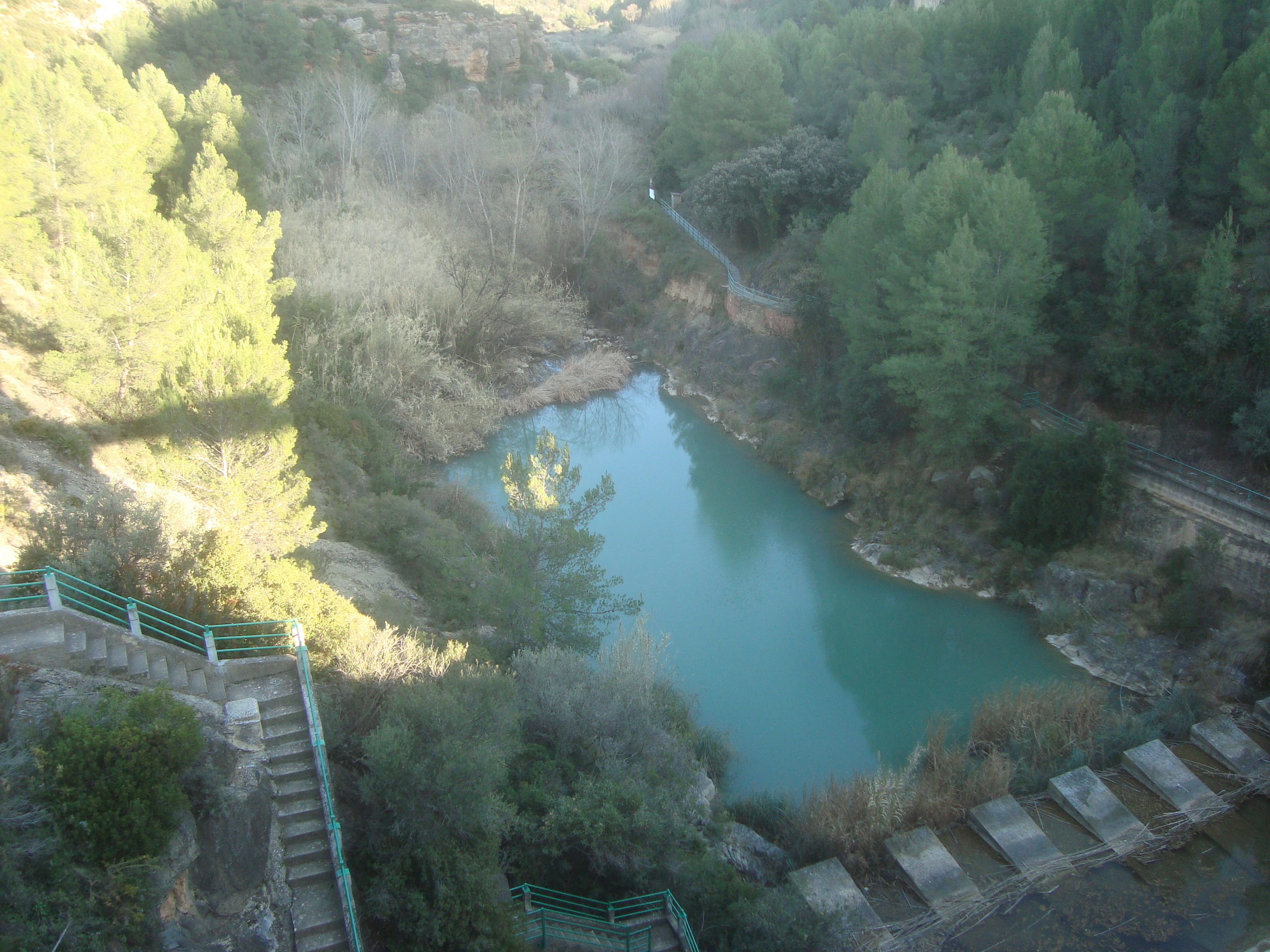
El río Lucena (en valenciano riu Llucena), también llamado río de Alcora, visto desde el pantano de Alcora.

Se destina al riego y a la industria.

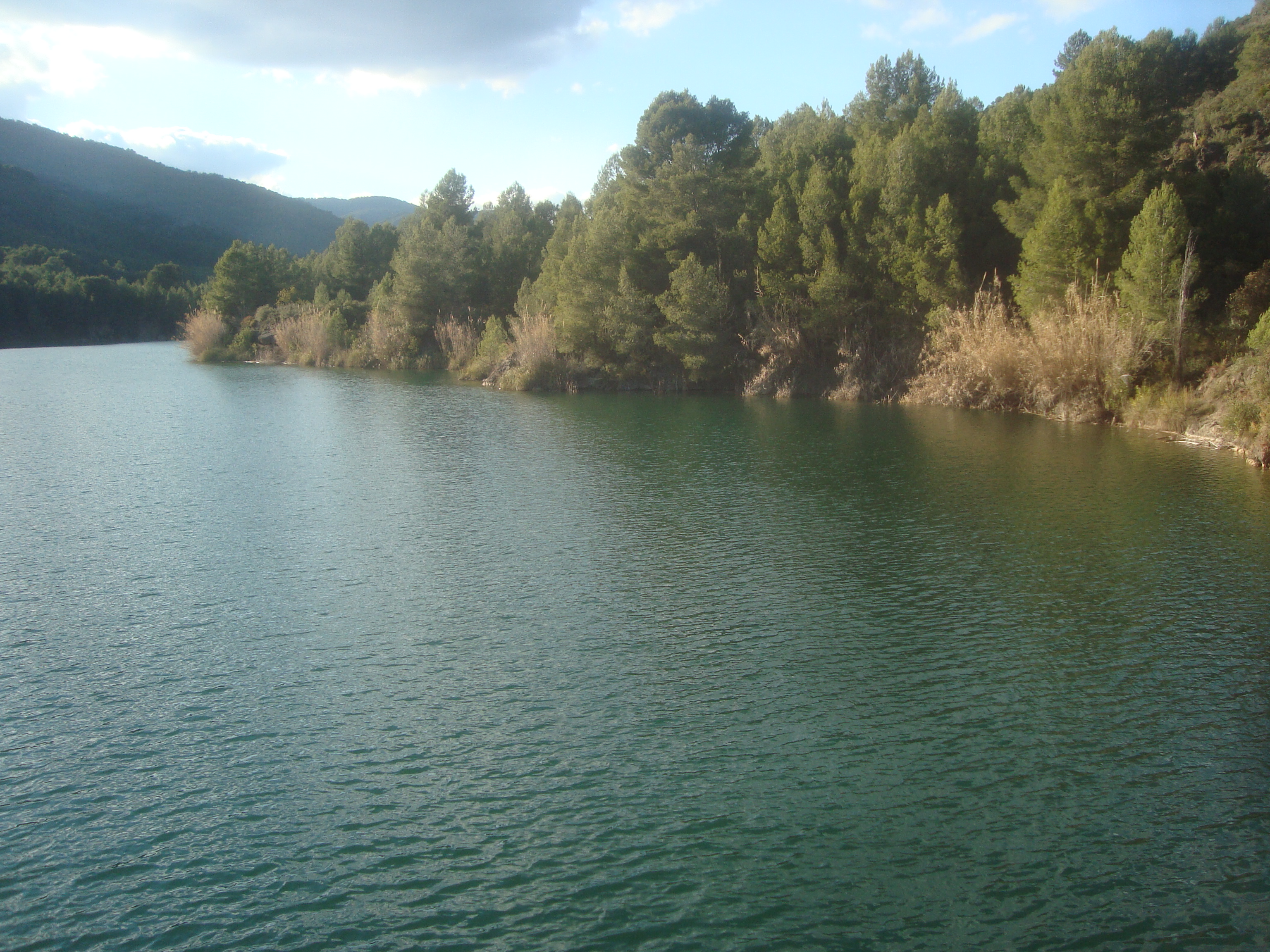
El embalse de Alcora, sobre el cauce del río Lucena.

Esta presa pertenece a la Confederación Hidrográfica del Júcar.